# Patellapis pachyvertex
Patellapis pachyvertex är en biart som först beskrevs av Gregory B. Pauly 2007.  Patellapis pachyvertex ingår i släktet Patellapis och familjen vägbin. Inga underarter finns listade i Catalogue of Life.